# Memoirs of an Invisible Man
Memoirs of an Invisible Man is een Amerikaanse film uit 1992, geregisseerd door John Carpenter en uitgebracht door Warner Bros. Pictures. De film is gebaseerd op de gelijknamige roman uit 1987 van H.F. Saint.

## Verhaal
De film wordt verteld vanuit het perspectief van de hoofdpersoon, Nick Halloway. Hij is een vrijgezel en een zakenman. Wanneer hij Alice Monroe ontmoet, probeert hij zijn leven te veranderen. Nadat hij te veel heeft gedronken, gaat hij naar een sauna in de hoop zijn kater te verlichten.
In het gebouw waar de sauna staat bevindt zich ook een lab waar men experimenten doet met magnetisme. Er gaat iets mis en een machine slaat op hol. Alle aanwezigen vluchten het gebouw uit, maar Nick is diep in slaap en merkt niets van het hele gebeuren. De machine ontploft, en de vrijgekomen magnetische straling maakt een groot deel van het gebouw, met alles wat zich erin bevindt, onzichtbaar.
Wanneer Nick wakker wordt, ontdekt hij dat hij nu onzichtbaar is. Hulptroepen arriveren ter plaatse, evenals agenten van de overheid geleid door David Jenkins. David ontdekt al snel wat er gebeurd is met Nick, en ziet in hem een perfect agent voor de CIA. Wanneer Nick weigert, gaat David over op drastische maatregelen. Vanaf dat moment is Nick opgejaagd wild. Hij zoekt Alice op, en samen proberen zee en manier te vinden om Nick weer zichtbaar te maken. Dit blijkt echter onmogelijk.
In de climax van de film zet Nick zijn eigen dood in scène en besluit met Alice elders een nieuw leven te beginnen.

## Rolverdeling
| Acteur              | Personage         |
| ------------------- | ----------------- |
| Chevy Chase         | Nick Halloway     |
| Daryl Hannah        | Alice Monroe      |
| Sam Neill           | David Jenkins     |
| Michael McKean      | George Talbot     |
| Stephen Tobolowsky  | Warren Singleton  |
| Jim Norton          | Dr. Bernard Wachs |
| Pat Skipper         | Morrissey         |
| Paul Perri          | Gomez             |
| Richard Epcar       | Tyler             |
| Steven Barr         | Clellan           |
| Gregory Paul Martin | Richard           |
| Patricia Heaton     | Ellen             |

## Achtergrond
Volgens William Goldmans boek Which Lie Did I Tell? was de film eigenlijk bedoeld voor regisseur Ivan Reitman. Deze versie van de film kwam er echter nooit door onenigheid tussen Reitman en Chevy Chase.
In tegenstelling tot bij veel eerdere films over onzichtbare mensen is Nick voor de kijker grote delen van de film gewoon zichtbaar. Alleen de andere personages om hem heen kunnen hem niet zien.

## Prijzen en nominaties
In 1993 werd “Memoirs of an Invisible Man” genomineerd voor vijf prijzen, maar won er geen:
- Vier Saturn Awards:
  - Beste acteur (Chevy Chase)
  - Beste sciencefictionfilm
  - Beste speciale effecten
  - Beste mannelijke bijrol (Sam Neill)
- De International Fantasy Film Award voor beste film